# 劉霦
劉霦（1621年5月20日—17世紀），字潛夫，號璽楚，北直隸保定府安州高陽縣渡口村人，清朝政治人物。

## 生平
劉霦個性孝友，為諸生時孝順侍奉雙親得歡心，是順治二年（1645年）乙酉科順天鄉試舉人，三年（1646年）丙戌科進士，先在吏部觀政，後獲授武陟知縣，勤於安撫經歷戰亂的平民，又打通河水以救旱災，改任文縣知縣，重修地方文廟、拆毀淫祠覺醒愚民，表彰靈石以開鄉試，立八比法寬限期勸輸，同時增補縣志，廣集生童給予食廩，按時教學，使當地文風變改，又改建陰平橋、設置建靖江樓控制番民；文縣土地貧瘠，他到任後勸喻務農、教種莊稼，到豐年時則上請免除屯衛逃亡的戶口，代繳積欠錢糧。
之後劉霦陞任隨州知州，除卻荒糧、討平流寇，請求豁免軍需二十萬以安定隨州民眾，成龍稱讚他實心實政，不久他入朝任職禮部員外郎，康熙十五年（1676年）會試正值三藩之亂，雲南、貴州士子到京赴考，同僚以為有偽打算拒絕，他卻讓兩地舉人入場。十八年（1679年）十二月自工部郎中外轉浙江按察司僉事、提調學政，謝絕請託，提拔才俊不遺餘力，而未能中舉者均解囊給與援例，三次鄉試及會試擔任同考官，並擔任二十年（1681年）辛酉科武鄉試正考官，人們皆知他有藻鑑之識。
劉霦生平外和內剛，老成持重，同鄉李霨、魏象樞皆稱為畏友，辭官回鄉後謙遜有禮，持家儉樸、恬靜耿介，不再出現在公庭，又樂善好施，和睦宗族、周濟貧者，三次出粟賑災於所，又在東邊渡口村聘師教學，仕宦三十八年聲譽卓著，家居六年多行善，文縣入祀名宦祠，死後高陽縣入祀鄉賢祠，孫劉柟曾任江南安徽布政使。

## 家族
曾祖劉性；祖父劉漢；父劉文盛。

## 引用
1. 1 2  民國《高陽縣志·卷四》：劉霦 字潛夫，世居城東南邊渡口村，性孝友，為諸生時善事親色，養周至得歡心，順治乙酉舉人，丙戌成進士，初任河南武陟令，兵燹初平民未復業，勤撫字以招徠，復決河水以救旱，全活者多，改補陝西文縣，重修文廟、增補縣志，斥淫祠以覺愚民，表靈石以開秋榜，立八比之法寬期勸輸，民德之；士多廢業，廣集生童厚以廩餼，按期會課，文風大變，邑有百頃里俗刁頑，教化之改名向化，葺陰平橋民不病涉，建靖江樓控制諸番，烽烟無警，勒石傳為劉公路，文邑民貧土瘠歲不登，涖任勸農教稼時和年豐，編審時豁除屯衛逃亡戶口，代䌯逋欠錢粮。陞湖廣隨州牧，除荒糧、平巨寇，請豁免軍需二十萬以安隨民，中丞北溟于公嘉其實心實政，內擢禮部副郎，丙辰會試吳逆未平，滇黔公車投牒，同官疑其偽不欲收身，任之皆得與試，督學浙江，屏賄賂絕請託，所拔皆才俊童生有文可錄，而限於額者解囊為之援例，藻鑑精詳，鄉會試三次同考官，辛酉主兩浙武闈，海內推知。人生平外和內剛，老成端重，同里相國文勤李公霨、蔚州大司寇魏公象樞皆稱畏友，居鄉謙而有禮，持家儉樸恬靜耿介，絕竿牘於公庭，好施樂義，睦族賙貧，康熙己未庚申甲子出粟賑荒於所，居東邊渡口村建學延師，性喜讀書，耄期不倦，與諸生刻日論文時加奬勵，寒暑弗輟，內外宗親咸感之，遊宦三十八年循聲茂著，里居六載善行多端，前任文縣崇祀名宦祠，卒後崇祀本縣鄉賢祠，孫柟任江南安徽布政使司布政使。
2. 1 2  《順治三年丙戌科進士三代履歷》：劉霦，曾祖性；祖漢；父文盛。璽楚，書一房，辛酉年三月二十九日（生），高陽人，乙酉三十一名，會（試）三百二十六名，三甲一百十九名，吏部觀政，授河南武陟知縣。
3. ↑  《清聖祖仁皇帝實錄·卷七十八》：（康熙十七年十二月庚辰）工部郎中劉霦，為浙江按察使司僉事、提調學政。
4. ↑  四庫全書《畿輔通志·卷七十四·政事》：劉霦 字璽楚，高陽人，順治丙戌進士，授河南武陟知縣，悉心撫字，值歲饑賑活甚眾，累遷浙江提學僉事，登拔才俊得人稱極盛云，卒祀鄉賢。
5. ↑  光緒《文縣志·卷四》：劉霦，直隸高陽進士，十三年任（文縣知縣），兵燹之餘百廢俱舉，愛民課士、潔己廉明，陞湖廣隨州知州，後陞浙江提學道，祀名宦。 自徐矩至此刪訂江景瑞舊志